# Prainha de Propriá (Sergipe)
A Prainha de Propriá, localizada no município de Propriá, às margens do Rio São Francisco, na região do Baixo São Francisco sergipano, é uma praia sergipana de água doce no interior do estado, já em região de divisa de Sergipe e Alagoas.

## Descrição
A prainha – denominação dada ao banco de areia que fica à beira rio, em frente à orla da cidade  -   disponibiliza bares e restaurantes, porém rústicos. O banho de água doce no rio São Francisco é bem procurado. O local também disponibiliza uma boa vista da ponte sob a BR 101.